# Eustaquio Segrelles
Eustaquio Segrelles del Pilar (Albaida, Valencia, 14 de enero de 1936–Valencia, 9 de agosto de 2025) fue un pintor, escultor e ilustrador español. Fue miembro de la "Accademia Internazionale Greci-Marino" de Italia. La población valenciana de La Eliana tiene una calle con su nombre. El compositor valenciano Nicanor Sanz Sifre le dedicó el Poema Sinfónico Eustaquio Segrelles, estrenado en 2006.

## Biografía
Sobrino de José Segrelles y primo de Vicente Segrelles realiza estudios en la Real Academia de Bellas Artes de San Carlos y en la Academia de Pintura Vicente Barreira, en Valencia (1950/54). Comienza su carrera profesional como ayudante de Eduardo Vañó en la serie Roberto Alcázar y Pedrín. Pasa luego a Editorial Maga, donde crea seriales como Los Imbatidos (1963), bajo guiones de Pedro Quesada. También, trabaja para Bardon Press, Selecciones Ilustradas y Bruguera (1955/72).
La poeta, periodista de arte, biógrafa y autora de algunos de sus catálogos, María del Rosario Pallás, destaca que tempranamente comienza a pintar al óleo, desarrolla, gracias a un talento innato, una carrera artística continuada a lo largo de su vida, y realiza exposiciones nacionales e internacionales. El artista reafirma su éxito en EE. UU., donde se aprecia la particular visión y sello de las tradiciones españolas, las cuales representa con soltura. La pesca y la agricultura son sus temas principales, sin dejar de plasmar otras escenas de la vida y costumbres y cultura humanas. Luz y fuerza son dos rasgos que impregnan sus óleos durante una dilatada producción de cerca de diez mil pinturas. Su producción 
escultórica en bronce es ingeniosa y muestra de una capacidad creativa completa, la de un artista plástico polifacético.
Observadora de la obra producida en su estudio de Picasent (Valencia), rodeado de naranjos, narra la autora:"Es artista 
figurativo, armónico y claro. No desfigura. Su estilo característico pasará a la posteridad. Su línea estética, su escuela, es la sustitutiva de la máxima perfección clásica. Lo que importa y prevalece es que "impresiona", porque no abandona el detalle, derrocha esfuerzo. Dota de soltura a las escenas; están vivas, con dimensión, en movimiento, patentadas desde un eje y soporte plano: El lienzo, frente a frente."

## Obra

### Dibujo e ilustración
| Años | Título                         | Guionista           | Tipo   | Publicación |
| ---- | ------------------------------ | ------------------- | ------ | ----------- |
| 1951 | El Espía                       |                     | Serial | Maga        |
| 1960 | Rayo de la Selva               |                     | Serial | Maga        |
| 1961 | La Cuadrilla                   | Eustaquio Segrelles | Serial | Maga        |
| 1962 | Aquiles                        | Pedro Quesada       | Serial | Maga        |
| 1962 | Terremoto                      | Pedro Quesada       | Serial | Maga        |
| 1963 | Los Imbatidos                  | Pedro Quesada       | Serial | Maga        |
| 1964 | Aquiles, el Griego             |                     | Serie  | Flecha Roja |
| 1964 | Diego Martín, enviado especial | Pedro Quesada       | Serie  | Flecha Roja |
| 1964 | Sahib Tigre                    |                     | Serial |             |

1965
El Libertador. Nº 14 (Editorial Maga)
Los Viñedos de La Imperial Tarraco.
Selecciones Juveniles Maga

### Obra en permanencia
- The Gallery at Nichols Hill. Oklahoma City (EE. UU.)
- Linda McAdoo Galleries. Santa Fe, Nuevo México (EE. UU.).
- Galarte Ali. Amán (Jordania).
- Ciliarte, Claude Marumo, París (Francia).
- Galería Segrelles de Pilar. Valencia (España).
- Galería Euroarte. Lisboa (Portugal).

### Exposiciones y premios. Selección
1957
- Exposición en el Círculo Mercantil, en Onteniente.

1960
- Tercer premio y medalla en el Concurso de Educación y Descanso, en Valencia.

1964
- Exposición en el Círculo de Bellas Artes de Valencia.
- Segundo y Tercer Premio en la Feria Internacional de El Ferrol.
- Primer premio de Pintura al Aire Libre del Ayuntamiento de Valencia.

1967
- Exposición en la Sala Arthogar, en Bilbao.
- Exposición en Galerías San Vicente, en Valencia.
- Mención de Honor en el Salón de Marzo de Valencia.
- Seleccionado por la Agrupación Nacional de Bellas Artes para exponer en Nueva York y Copenhague.

1968
- Exposición en la Sala Arthogar, en Bilbao.

1969
- Exposición en la Sala Eureka, en Madrid.

1970
- Medalla al Mérito Artístico del Ministerio de Información y Turismo.
- Exposición en el Círculo Mercantil, en Zaragoza.
- Exposición en Galerías San Vicente, en Valencia.
- Exposición en la Sala Alcón, en Madrid.

1971
- Exposición en el Círculo de Bellas Artes de Palma de Mallorca.
- Exposición en la Sala Arthogar, en Bilbao.
- Exposición en la Sala Alcón, en Madrid.

1972
- Becado por el Ayuntamiento de Valencia en la Casa de Velázquez, en Madrid.
- Exposición en Galerías San Vicente, en Valencia.
- Exposición en la Sala Alcón, en Madrid.
- Exposición en Galería Harvy, en Almería.
- Exposición en la Galería Goya, en Moraira (Alicante).

1973
- Segundo premio y medalla en el Concurso "Pintores de África".
- Becado para pintar en El Aaiún (Sáhara Español).
- Exposición en la Galería Derenzi, en Castellón.
- Exposición en la Sala Alcón, en Madrid.

1974
- Primer premio "Karman", en Sevilla.
- Exposición en la Sala La Decoradora, en Alicante.

1975
- Primer premio Feria de Algeciras.
- Segundo premio "Paisajes gallegos".

1976
- "Artista invitado" en el XII Salón de Acuarelistas de la provincia de Tarragona.
- Premio Excma. Diputación de Barcelona.
- Premio Internacional y Medalla de Oro Villa de Pego (Alicante).

A partir de esta fecha Eustaquio Segrelles realiza innumerables exposiciones en galerías de arte de todo el mundo, entre ellas:
Salón Cano y Sala Durán, en Madrid; Sala Nonell, Galerías Augusta y Galería Mª Angels Plà, en Barcelona; Galería Inter Atrium, en Porto; Ciliarte Claude Marumo, en París; Linda McAdoo Galleries, en Santa Fe (EE. UU.); The Gallery at Nichols Hill, en Oklahoma (EE. UU.); Total Gallery, en Taos-Nuevo México (EE. UU.); Eisenhauer Art Gallery, en Block Island-Rhode Island (EE. UU.); Galarte Ali, en Amán (Jordania);...